# 戴云山
25°40′58″N 118°11′10″E / 25.68278°N 118.18611°E
戴云山，又名迎雪山，是戴云山脉主峰，位于福建省泉州市德化县赤水镇戴云村。戴云山海拔1856米，是福建省境内的第二高峰。
戴云山于2005年8月9日被列为国家级自然保护区，保护区设有戴云山保护区管理局。
戴云山上有始建于五代后梁开平二年（公元908年）的戴云寺，为德化县境内最大的寺庙。
戴云山一带有戴云湍蛙、小棘蛙、戴云山羊等动物品种。
保护区内有珍稀濒危或特有植物物种共115种，其中
- 国家Ⅰ级保护野生植物有水松、南方红豆杉、银杏3种。
- Ⅱ级国家保护植物17种。
- 福建省级保护植物27种。
- 国家Ⅰ级野生保护动物有云豹、黄腹角雉、蟒蛇3种；
- 国家Ⅱ级野生保护动物有白腹山雕、虎纹蛙、白鹇等36种。